# Lijst van oorlogsmonumenten in Den Helder
De Nederlandse gemeente Den Helder heeft 17 oorlogsmonumenten. Hieronder een overzicht.
| Nr.                             | Object                                            | Herdachte groep | Ontwerper                     | Onthulling       | Type               | Locatie                                                     | Plaats     | Coördinaten                   | Foto                                              |
| ------------------------------- | ------------------------------------------------- | --- | ----------------------------- | ---------------- | ------------------ | ----------------------------------------------------------- | ---------- | ----------------------------- | ------------------------------------------------- |
| 473                             | Marinemonument                                    | in eerste instantie 58 marinemensen die tijdens en vlak na de Eerste Wereldoorlog waren omgekomen ten gevolge van het ontploffen van mijnen of andere oorzaken, later ook voor militairen in dienst van het Nederlands Koninkrijk 1940-1945 en na 1945 | A.G. van Lom                  | 1 oktober 1922   | obelisk            | Middenweg, 1782 BL                                          | Den Helder | 52° 57' 26" NB, 4° 45' 29" OL | Meer afbeeldingen                                 |
| 2361                            | Vliegersmonument                                  | geallieerde militairen |                               | 30 augustus 1945 | gedenksteen        | Tweede Vroonstraat, 1781 LM                                 | Den Helder | 52° 57' 45" NB, 4° 45' 47" OL | Vliegersmonument                                  |
| 2362                            | Monument in het stadhuis                          | algemeen |                               | 4 mei 1946       | plaquette          | Tijdelijk in opslag                                         | Den Helder | 52° 56' 14" NB, 4° 45' 9" OL  |                                                   |
| 2457                            | Oorlogsgraven                                     | burgerslachtoffers | jhr. S. Laman trip            | ca. 1961         | begraafplaats/graf | Kerkhoflaan 4, 1783 AV                                      | Den Helder | 52° 56' 59" NB, 4° 44' 18" OL | Oorlogsgraven                                     |
| 2832                            | Monument voor de Gevallenen van de Onderzeedienst | militairen in dienst van het Ned. Kon. 1940-1945 |                               | 20 juni 1947     | overig             | Steiger 19, 1781 ZZ (oorspronkelijk onthuld in Rotterdam)   | Den Helder | 52° 57' 21" NB, 4° 47' 6" OL  | Monument voor de Gevallenen van de Onderzeedienst |
| 3082                            | Monument voor Bombardementsslachtoffers           | burgerslachtoffers |                               | 5 mei 2006       | gedenksteen        | Kerkhoflaan 4, 1783 AV                                      | Den Helder | 52° 57' 4" NB, 4° 44' 19" OL  | Monument voor Bombardementsslachtoffers           |
| 3083                            | Joods monument                                    | vervolgden Nederland |                               | 13 april 2005    | plaquette          | Kerkhoflaan 4, 1783 AV                                      | Den Helder | 52° 57' 2" NB, 4° 44' 12" OL  | Joods monument                                    |
| 3089                            | Plaquette in museum Fort Kijkduin                 | burgerslachtoffers |                               |                  | plaquette          | Admiraal Verhuellplein 1, 1783 AX                           | Huisduinen | 52° 57' 2" NB, 4° 43' 20" OL  |                                                   |
| 3172                            | Plaquette in de voormalige Vismarktschool         | vervolgden Nederland |                               | 13 oktober 1950  | plaquette          | Vismarkt 5, 1781 TA                                         | Den Helder | 52° 57' 22" NB, 4° 46' 14" OL |                                                   |
| 3262                            | Den Vaderlant ghetrouwe                           | algemeen | E. van Beeck Calcoen          | 4 mei 1950       | beeld/sculptuur    | Prins Hendriklaan, 1781 KB                                  | Den Helder | 52° 57' 35" NB, 4° 45' 40" OL | Den Vaderlant ghetrouwe                           |
| 3344                            | Schaduwen van Licht                               | militairen in dienst van het Ned. Kon. 1940-1945,M militairen in dienst van het Ned. Kon. na 1945 | Caroline van 't Hoff-Hörchner | 20 mei 2009      | beeld/sculptuur    | Hoofdgracht 3, 1781 AA                                      | Den Helder | 52° 57' 46" NB, 4° 46' 12" OL | Schaduwen van Licht                               |
| 3726                            | Reddingboot Javazee                               | burgers voormalig Nederlands-Indië, militairen in dienst van het Ned. Kon. na 1945 | ir. P.H. de Groot             | 27 februari 1967 | overig             | Willemsoord 60G, 1781 AS                                    | Den Helder | 52° 57' 29" NB, 4° 46' 8" OL  | Meer afbeeldingen                                 |
| Dit oorlogsmonument op Wikidata | Gedenkplaats 'Rijkswerf Willemsoord 1940-1945'    | burgermedewerkers Koninklijke Marine 1940-1945 |                               | 4 mei 2015       | plaquette          | Willemsoord 47, 1780 AD                                     | Den Helder | 52° 57' 40" NB, 4° 46' 6" OL  | Gedenkplaats 'Rijkswerf Willemsoord 1940-1945'    |
| Dit oorlogsmonument op Wikidata | Joods namenmonument                               | 119 in de Tweede Wereldoorlog vermoorde Joodse burgers van Den Helder | Edzo Bindels                  | 15 oktober 2020  |                    | Stadspark nabij Koningsplein                                | Den Helder | 52° 57' 44" NB, 4° 45' 36" OL | Joods namenmonument                               |
|                                 | Struikelstenen                                    | 118 in de Tweede Wereldoorlog vermoorde Joodse burgers van Den Helder |                               | 2018-2020        | plaquette          | Diverse locaties                                            | Den Helder |                               |                                                   |
|                                 | Voor hen die vielen                               | allen die het leven lieten bij de Marineluchtvaartdienst tijdens oorlog en vredestijd |                               | 1992             |                    | Maritiem Vliegkamp De Kooy (eerder op Vliegkamp Valkenburg) | Den Helder | 52° 55' 22" NB, 4° 47' 19" OL | Voor hen die vielen                               |
|                                 | Monument voormalige vliegkamp De Kooy             | het voormalige vliegkamp De Kooy uit 1918, vernietigd tussen 21 en 24 juni 1940 |                               |                  |                    | Maritiem Vliegkamp De Kooy                                  | Den Helder | 52° 55' 42" NB, 4° 47' 12" OL | Monument voormalige vliegkamp De Kooy             |

Aalsmeer ·
Alkmaar ·
Amstelveen ·
Amsterdam ·
Bergen ·
Beverwijk ·
Blaricum ·
Bloemendaal ·
Castricum ·
Den Helder ·
Diemen ·
Dijk en Waard ·
Drechterland ·
Edam-Volendam ·
Enkhuizen ·
Gooise Meren ·
Haarlem ·
Haarlemmermeer ·
Heemskerk ·
Heemstede ·
Heiloo ·
Hilversum ·
Hollands Kroon ·
Hoorn ·
Huizen ·
Koggenland ·
Landsmeer ·
Laren ·
Medemblik ·
Oostzaan ·
Opmeer ·
Ouder-Amstel ·
Purmerend ·
Schagen ·
Stede Broec ·
Texel ·
Uitgeest ·
Uithoorn ·
Velsen ·
Waterland ·
Weesp ·
Wijdemeren ·
Wormerland ·
Zaanstad ·
Zandvoort